# Ictiobus niger
Ictiobus niger és una espècie de peix de la família dels catostòmids i de l'ordre dels cipriniformes. Es troba a Nord-amèrica, incloent-hi Mèxic. És un peix d'aigua dolça i de clima subtropical. Els mascles poden assolir 123 cm de longitud total i 28,7 kg de pes. És ovípar. Menja algues (incloent-hi diatomees) i crustacis.